# Hadji Murat
Hadji Murat, também escrito Hadji Murad (em russo:  Хаджи-Мурат [Khadzhi-Murat]) é uma novela escrita por Liev Tolstói de 1896 a 1904 e publicada postumamente em 1912 (embora não na íntegra até 1917). Seu protagonista titular, Hadji Murat, é um comandante rebelde avar que, por motivos de vingança pessoal, forja uma aliança complexa com os russos contra os quais vem lutando.

## Inspiração
O tema da luta e ao mesmo tempo permanecer ativo ressoou em Tolstoi, embora ele estivesse com a saúde debilitada; cartas posteriores sugerem que este trabalho lhe deu um breve e final momento de vigor.
Além do tema da resistência, há muitas outras ideias que podem ser encontradas no romance, como o determinismo; isso ecoa a principal em Guerra e Paz. Um tema ainda mais claro é a luta entre uma Rússia Cristã e um Imamato Caucasiano Muçulmano, o clássico Ocidente vs. Oriente encontrado na história russa e em muitas histórias e romances diferentes (e que é mais uma vez pertinente à luz da Primeira e Segunda Guerras Chechenas).

## Contexto histórico
Tolstoi criou esta história em referência às montanhas do Cáucaso durante meados do século XIX na Rússia. Durante este período, ocorreu uma conquista imperial entre o Checheno-Daguestão e os militares russos.
Ele escreveu ao irmão em 1851: "Se você deseja se exibir com notícias... você pode contar que um certo Hadji Murad[...] se rendeu há poucos dias ao governo russo. Ele foi o maior ousado e 'corajoso' de toda a Chechênia, mas foi levado a cometer uma ação cruel."
Embora tenha sido escrito cerca de 50 anos depois que os eventos da história realmente aconteceram, Tolstoi narra um quadro da verdadeira civilização russa da época. Ele retrata as diferenças entre a decadência burocrática e a vida saudável e apaixonada de um montanhista.

## Resumo do enredo
O narrador conta a história com seus comentários sobre um cardo esmagado, mas ainda vivo, que encontra em um campo (símbolo do personagem principal), após o que começa a contar a história de Hadji Murat, um famoso e bem-sucedido guerrilheiro separatista que cai sai com seu próprio comandante e eventualmente fica do lado dos russos na esperança de salvar sua família. A família de Hadji Murat foi raptada pelo Imam Shamil, o líder Avar que raptou a sua mãe, duas esposas e cinco filhos. Além de Murat querer salvar sua família, ele também quer vingar a morte de outros membros da família.
Murat segue, em um primeiro momento, as tropas russas e segue uma saga em busca de vingança.

## Lista de personagens
- Hadji Murad

A história é sobre Hadji lutando para se juntar aos russos contra seus adversários caucasianos para derrotar um inimigo Shamil que capturou sua mãe, esposas e filhos. Ele é um guerreiro caucasiano avar que anteriormente foi governador de Avaria nomeado pela Rússia e atualmente é o principal representante de Shamil no local. Hadji tem uma aparência muito distinta: olhos negros, cabeça raspada, mãos queimadas pelo sol, braços magros, mas musculosos e, o mais importante, manco.
- Shamil

Shamil é o líder dos rebeldes caucasianos, determinado a entrar em conflito com os russos. Ele é muito alto, poderoso e carismático.
- Príncipe Mikhail Semenovich Vorontsov

Este príncipe é um dos principais comandantes dos russos. Sua riqueza e conexões permitem que ele seja um grande líder e faça com que as pessoas o sigam.
- Petrukha Avdeyev

Ele é um jovem soldado russo que sangra até a morte em um hospital militar local após ser baleado em um pequeno conflito fora da fortaleza. Um capítulo inteiro é dedicado a explicar sua vida.
- Nicolau I

Um czar da Rússia muito autoritário e amargo. Ele é muito egoísta e trata mal as mulheres e aqueles que estão próximos dele.
- Maria Dimitrievna

Ela faz amizade com Murat e fica preocupada com a crueldade dos homens em tempos de guerra quando vê sua cabeça decepada.

## Temas
Hadji Murat é muito diferente das outras obras que Tolstoi produziu na mesma época. Em O Diabo (1889), A Sonata Kreutzer (1890), Padre Sérgio (1898), Ressurreição (1899) e O Cupom Forjado (1905), a ênfase está na moral do homem. deveres, o que não é o caso em Hadji Murat. Tolstoi geralmente faz com que os protagonistas passem por um processo de "purificação", onde aprendem algo sobre um ideal ético. Hadji Murat é uma história única de Tolstoi porque isso não ocorre. Em vez disso, na velhice de Tolstoi, ele voltou a escrever sobre memórias de sua juventude. Hadji Murat é uma história que consiste em temas negativos, o que é incomum para Tolstoi. Ele retrata o lado negativo do homem duvidando de que haja bondade em qualquer homem.

## Recepção
O influente crítico de literatura americano Harold Bloom descreve Hadji Murat como: "[é] minha pedra de toque pessoal para o sublime da ficção em prosa, para mim a melhor história do mundo."

## Edições e traduções
Mais de 250 edições de Hadji Murat foram publicadas desde 1912. As traduções para o inglês incluem as de Kyril Zinovieff e Jenny Hughes (2015) para Alma Publications, a tradução de Pevear e Volokhonsky de 2009, David McDuff (2006) e Paul Foote (1977) da Penguin Classics mais o versão comumente reimpressa de 1912 por Aylmer Maude.